# Bulldogs Brno
Bulldogs Brno je brněnský florbalový klub, který má mužské a ženské družstvo. Klub byl založen v roce 1993. Je tak jedním z nejstarších florbalových klubů v Česku.
Ženský tým hraje od sezóny 2019/2020 nejvyšší soutěž, Extraligu žen. Dříve tým působil v nejvyšší soutěži také od jejího vzniku do sezóny 2007/2008. Největším úspěchem týmu je sedm účastí ve čtvrtfinále v sezónách 2002/2003 až 2005/2006 a 2022/2023 až 2024/2025 a druhé místo v Poháru v ročníku 2006/2007.

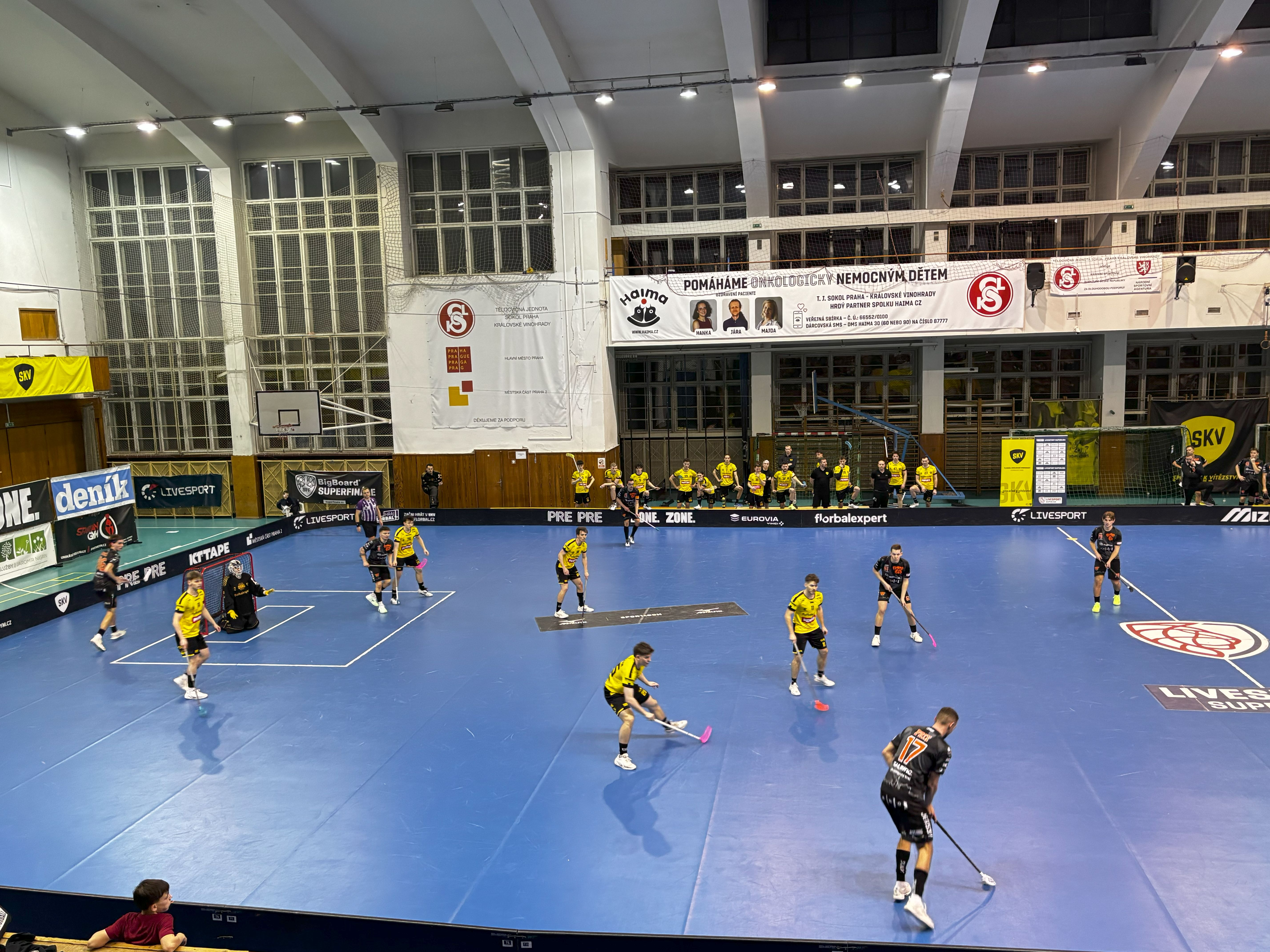
Mužský tým (v černém) v sezóně 2024/2025

Mužský tým bude hrát od sezóny 2025/2026 druhou nejvyšší soutěž, 1. ligu, kam se vrátil po jednom ročníku v Superlize. Dříve hrál tým nejvyšší soutěž již ve 25 sezónách 1995/1996 až 2018/2019 a také v jejím prvním ročníku 1993/1994. Největším úspěchem týmu byla účast v semifinále a konečné čtvrté místo v superligových sezónách 2004/2005, 2014/2015, 2015/2016 a druhé místo v Poháru v ročnících 2009/2010, 2010/2011, 2012/2013 a 2014/2015.

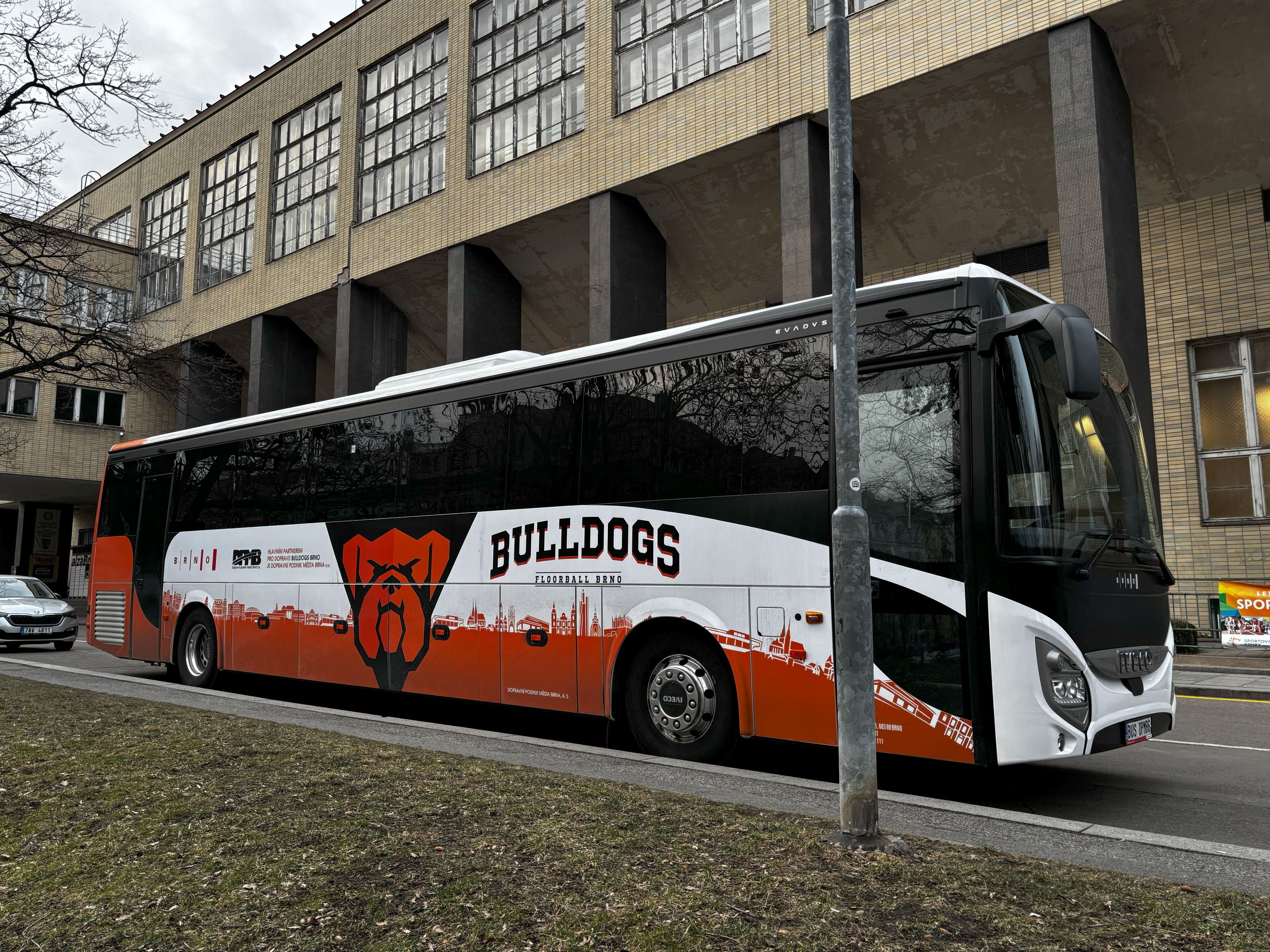
Klubový autobus

Domácí hala klubu je sportovní hala SportPoint, která je součástí areálu, která je součástí areálu Sportcentrum Lužánky. Muži hrají také v Starez aréně Vodova.

## Vývoj názvu
- 1993 až 2000: VSK FS Brno
- 2001 až 2011: Bulldogs Brno
- 2012 až 2017: itelligence Bulldogs Brno
- od 2018: Bulldogs Brno

## Ženský tým

### Sezóny

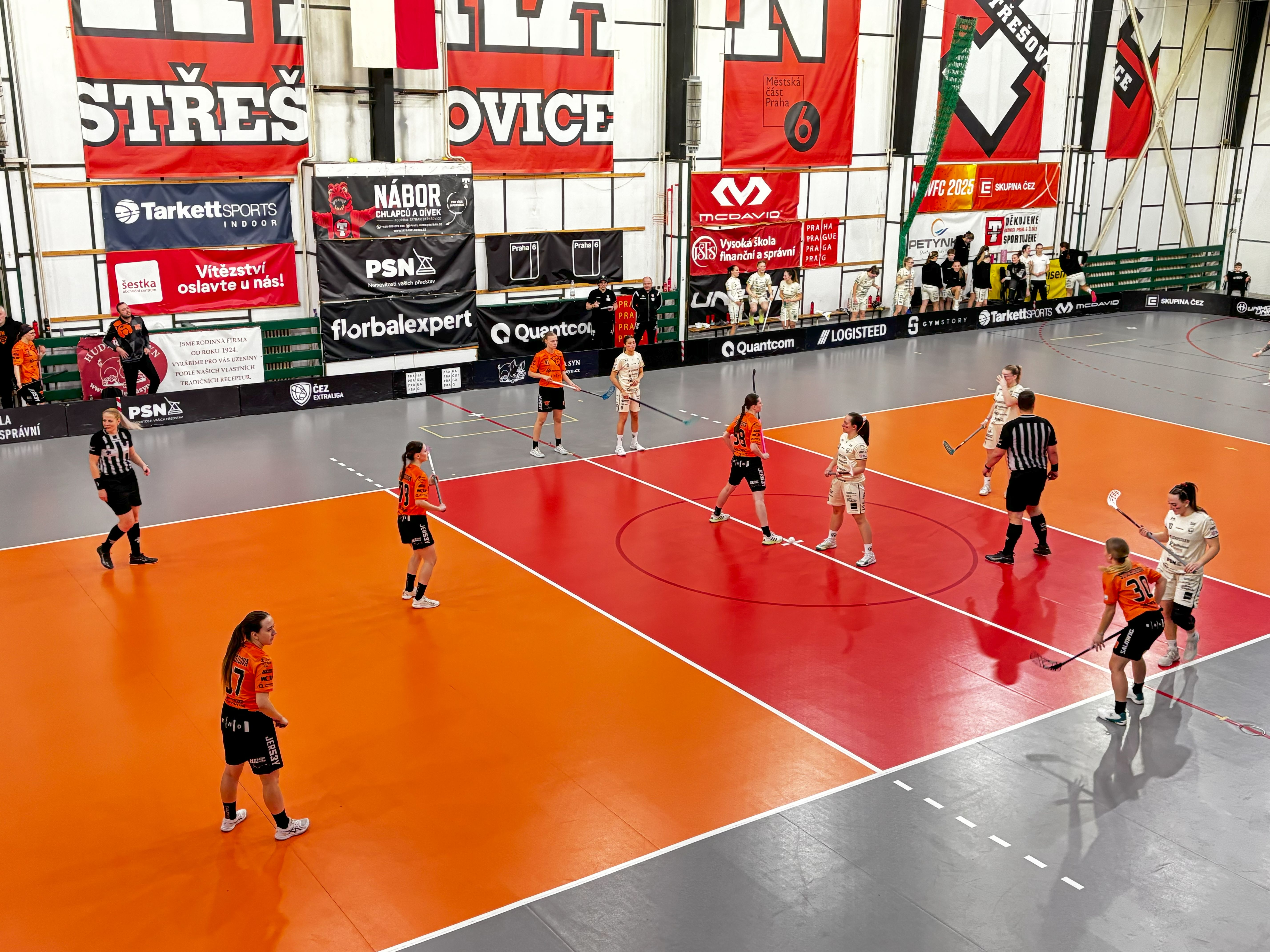
Ženský tým (v oranžovém) ve venkovním čtvrtfinále 2024/2025

| Sezóna    | Úroveň | Soutěž        | Umístění | Poznámka                                                                                           |
| --------- | ------ | ------------- | -------- | -------------------------------------------------------------------------------------------------- |
| 1994/1995 | 1      | 1. liga       | 4.       | Hrála se jen základní část                                                                         |
| 1995/1996 | 1      | 1. liga       | 4.       | Hrála se jen základní část                                                                         |
| 1996/1997 | 1      | 1. liga       | 4.       | Hrála se jen základní část                                                                         |
| 1997/1998 | 1      | 1. liga       | 5.       | Hrála se jen základní část                                                                         |
| 1998/1999 | 1      | 1. liga       | 8.       | Hrála se jen základní část                                                                         |
| 1999/2000 | 1      | 1. liga       | 6.       | Udržení v lize                                                                                     |
| 2000/2001 | 1      | 1. liga       | 7.       | Udržení v lize                                                                                     |
| 2001/2002 | 1      | 1. liga       | 5.       | Udržení v lize                                                                                     |
| 2002/2003 | 1      | 1. liga       | 6.       | Vypadnutí ve čtvrtfinále play-off proti Tatran Střešovice                                          |
| 2003/2004 | 1      | 1. liga       | 6.       | Vypadnutí ve čtvrtfinále play-off proti HFK Děkanka                                                |
| 2004/2005 | 1      | 1. liga       | 5.       | Vypadnutí ve čtvrtfinále play-off proti 1. SC SSK Vítkovice                                        |
| 2005/2006 | 1      | 1. liga       | 7.       | Vypadnutí ve čtvrtfinále play-off proti Tatran Techtex Střešovice                                  |
| 2006/2007 | 1      | Extraliga     | 6.       | Udržení v lize                                                                                     |
| 2007/2008 | 1      | Extraliga     | 9.       | Prohra v 2. kole play-down proti FBC Pepino Ostrava – Sestup do nižší ligy                         |
| 2008/2009 |        |               |          | Tým se v sezóně nepřihlásil do žádné soutěže                                                       |
| 2009/2010 | 3      | 2. liga       | 2.       | [ 15 ]                                                                                             |
| 2010/2011 | 3      | 2. liga       | 2.       | [ 16 ]                                                                                             |
| 2011/2012 | 3      | 2. liga       | 1.       | Postup do vyšší ligy                                                                               |
| 2012/2013 | 2      | 1. liga       | 2.       | Prohra ve finále play-off proti TJ Sokol Královské Vinohrady – Poslední místo v baráži             |
| 2013/2014 | 2      | 1. liga       | 2.       | Prohra ve finále play-off proti FBK Jičín – Třetí místo v baráži o Extraligu                       |
| 2014/2015 | 2      | 1. liga       |          | Vítězství ve finále play-off proti Slavia VŠ Plzeň – Prohra v baráži proti Tatran Omlux Střešovice |
| 2015/2016 | 2      | 1. liga       |          | Vypadnutí ve čtvrtfinále play-off proti IBK Hradec Králové                                         |
| 2016/2017 | 2      | 1. liga       | 2.       | Prohra ve finále play-off proti Únětická 12° Tatran Střešovice                                     |
| 2017/2018 | 2      | 1. liga       | 2.       | Prohra ve finále play-off proti FBŠ Slavia Plzeň                                                   |
| 2018/2019 | 2      | 1. liga       | 1.       | Vítězství ve finále play-off proti TJ Sokol Královské Vinohrady – Postup do vyšší ligy             |
| 2019/2020 | 1      | Extraliga     | 9.       | Sezóna ukončena po dvou vyhraných zápasech v 1. kole play-down proti Crazy girls FBC Liberec       |
| 2020/2021 | 1      | Extraliga     | 12.      | Play-down zrušeno, protože sezóna 1. ligy nebyla dohrána                                           |
| 2021/2022 | 1      | Extraliga     | 11.      | Výhra v baráži proti Black Angels                                                                  |
| 2022/2023 | 1      | Extraliga     | 5.       | Vypadnutí ve čtvrtfinále play-off proti 1. SC TEMPISH Vítkovice                                    |
| 2023/2024 | 1      | ČEZ Extraliga | 6.       | Vypadnutí ve čtvrtfinále play-off proti 1. SC TEMPISH Vítkovice                                    |
| 2024/2025 | 1      | ČEZ Extraliga | 6.       | Vypadnutí ve čtvrtfinále play-off proti Logisteed Tatran Střešovice                                |

### Pohár Českého florbalu
- 2006/2007 – 2. místo[36]

### Známé hráčky
- Pavlína Bačová (2016–2020)
- Anna Brucháčková (od 2022)

## Mužský tým

### Sezóny
| Sezóna    | Úroveň | Soutěž              | Umístění | Poznámka |
| --------- | ------ | ------------------- | -------- | --- |
| 1993/1994 | 1      | 1. liga             | 10.      | Sestup do nižší ligy                                                                                           |
| 1994/1995 | 2      | 2. liga             |          | Postup do vyšší ligy                                                                                           |
| 1995/1996 | 1      | 1. liga             | 8.       | Hrála se jen základní část                                                                                     |
| 1996/1997 | 1      | 1. liga             | 8.       | Udržení v lize                                                                                                 |
| 1997/1998 | 1      | 1. liga             | 9.       | Udržení v lize                                                                                                 |
| 1998/1999 | 1      | 1. liga             | 6.       | Vypadnutí ve čtvrtfinále play-off proti Torpedo Havířov                                                        |
| 1999/2000 | 1      | 1. liga             | 7.       | Vypadnutí ve čtvrtfinále play-off proti Tatran Střešovice                                                      |
| 2000/2001 | 1      | 1. liga             | 9.       | Udržení v lize                                                                                                 |
| 2001/2002 | 1      | 1. liga             | 6.       | Vypadnutí ve čtvrtfinále play-off proti 1. SC SSK Vítkovice                                                    |
| 2002/2003 | 1      | 1. liga             | 5.       | Vypadnutí ve čtvrtfinále play-off proti 1. SC SSK Vítkovice                                                    |
| 2003/2004 | 1      | 1. liga             | 7.       | Vypadnutí ve čtvrtfinále play-off proti Tatran Techtex Střešovice                                              |
| 2004/2005 | 1      | 1. liga             | 4.       | Prohra v zápase o 3. místo proti 1. SC SSK Vítkovice                                                           |
| 2005/2006 | 1      | Fortuna extraliga   | 6.       | Vypadnutí ve čtvrtfinále play-off proti FBC SGB Pepino Ostrava                                                 |
| 2006/2007 | 1      | Fortuna extraliga   | 6.       | Vypadnutí ve čtvrtfinále play-off proti FBC Pepino Ostrava                                                     |
| 2007/2008 | 1      | Fortuna extraliga   | 5.       | Vypadnutí ve čtvrtfinále play-off proti 1. SC SSK Vítkovice                                                    |
| 2008/2009 | 1      | Fortuna extraliga   | 5.       | Vypadnutí ve čtvrtfinále play-off proti FBK Sokol Mladá Boleslav                                               |
| 2009/2010 | 1      | Fortuna extraliga   | 5.       | Vypadnutí ve čtvrtfinále play-off proti TJ JM Chodov                                                           |
| 2010/2011 | 1      | Fortuna extraliga   | 7.       | Vypadnutí ve čtvrtfinále play-off proti 1. SC WOOW Vítkovice                                                   |
| 2011/2012 | 1      | Fortuna extraliga   | 5.       | Vypadnutí ve čtvrtfinále play-off proti 1. SC WOOW Vítkovice                                                   |
| 2012/2013 | 1      | AutoCont extraliga  | 8.       | Vypadnutí ve čtvrtfinále play-off proti 1. SC WOOW Vítkovice                                                   |
| 2013/2014 | 1      | AutoCont extraliga  | 8.       | Vypadnutí ve čtvrtfinále play-off proti 1. SC WOOW Vítkovice                                                   |
| 2014/2015 | 1      | AutoCont extraliga  | 4.       | Vypadnutí v semifinále play-off proti Technology Florbal MB                                                    |
| 2015/2016 | 1      | Tipsport Superliga  | 4.       | Vypadnutí v semifinále play-off proti FAT PIPE Florbal Chodov                                                  |
| 2016/2017 | 1      | Tipsport Superliga  | 5.       | Vypadnutí ve čtvrtfinále play-off proti 1. SC TEMPISH Vítkovice                                                |
| 2017/2018 | 1      | Tipsport Superliga  | 13.      | Výhra v baráži proti Florbal Perges Havířov                                                                    |
| 2018/2019 | 1      | Tipsport Superliga  | 13.      | Prohra v baráži proti FBŠ Hummel Hattrick Brno – Sestup do nižší ligy                                          |
| 2019/2020 | 2      | 1. liga             | 2.       | Sezóna ukončena po dvou vyhraných zápasech ve čtvrtfinále play-off proti Florbal Exelsior Havířov              |
| 2020/2021 | 2      | 1. liga             | 5.       | Sezóna ukončena po neúplných sedmi odehraných kolech základní části                                            |
| 2021/2022 | 2      | 1. liga             | 2.       | Prohra ve finále play-off proti FB Hurrican Karlovy Vary – Prohra v baráži proti Sokoli Pardubice              |
| 2022/2023 | 2      | 1. liga             | 5.       | Vypadnutí ve čtvrtfinále play-off proti Kanonýři Kladno                                                        |
| 2023/2024 | 2      | 1. liga             | 2.       | Prohra ve finále play-off proti Kanonýři Kladno – Výhra v baráži proti Sokoli Pardubice – Postup do vyšší ligy |
| 2024/2025 | 1      | Livesport Superliga | 14.      | Prohra v 2. kole play-down proti Florbal Vary – Sestup do nižší ligy                                           |

### Pohár Českého florbalu
- 2009/2010 – 2. místo
- 2010/2011 – 2. místo
- 2012/2013 – 2. místo
- 2014/2015 – 2. místo

### Známí hráči
- Aleš Jakůbek (2013–2016, 2018)
- Tom Ondrušek (2009–2010)
- Lukáš Punčochář (2019–2020)